# Neuengamme
|  | Per a altres significats, vegeu «Camp de concentració de Neuengamme». |

Neuengamme (en baix alemany Niengamme) és un barri (en alemany Stadtteil) del bezirk de Bergedorf de l'estat d'Hamburg a Alemanya, situat a una península format per l'Elba, (frontera amb Slesvig-Holstein), el Dove Elbe (frontera amb Altengamme i el Gose Elbe (frontera amb Kirchwerder). A l'inici de 2011 tenia 3.479 habitants una augmentació de 17 en comparació amb 2009.
És un poble oblong al llarg del carrer i del dic. És un dels Vierlande, quatre antigues illes a l'Elba als quals es van posar dics al segle xii per crear pòlders aptes al conreu. Al segle xv va esdevenir un condomini de les ciutats hanseàtiques Lübeck i Hamburg. Des de la polderització fins avui, l'agricultura continua a ser l'activitat principal del nucli. A l'inici del segle xx es va descobrir gas natural el que va engendrar una industrialització modesta de l'illa. El poble rural i idíl·lic va esdevenir infamós malgrat ell després de la Segona Guerra Mundial, quan els horrors dels camps de concentració es van descobrir.

## Llocs d'interès
- El camp de concentració de Neuengamme (1938-1945), una extensió del camp de concentració de Sachsenhausen
- L'església de Joan de la qual les parts més antigues daten del segle xiii
- Unes cases i masos antigues d'entramat de fusta

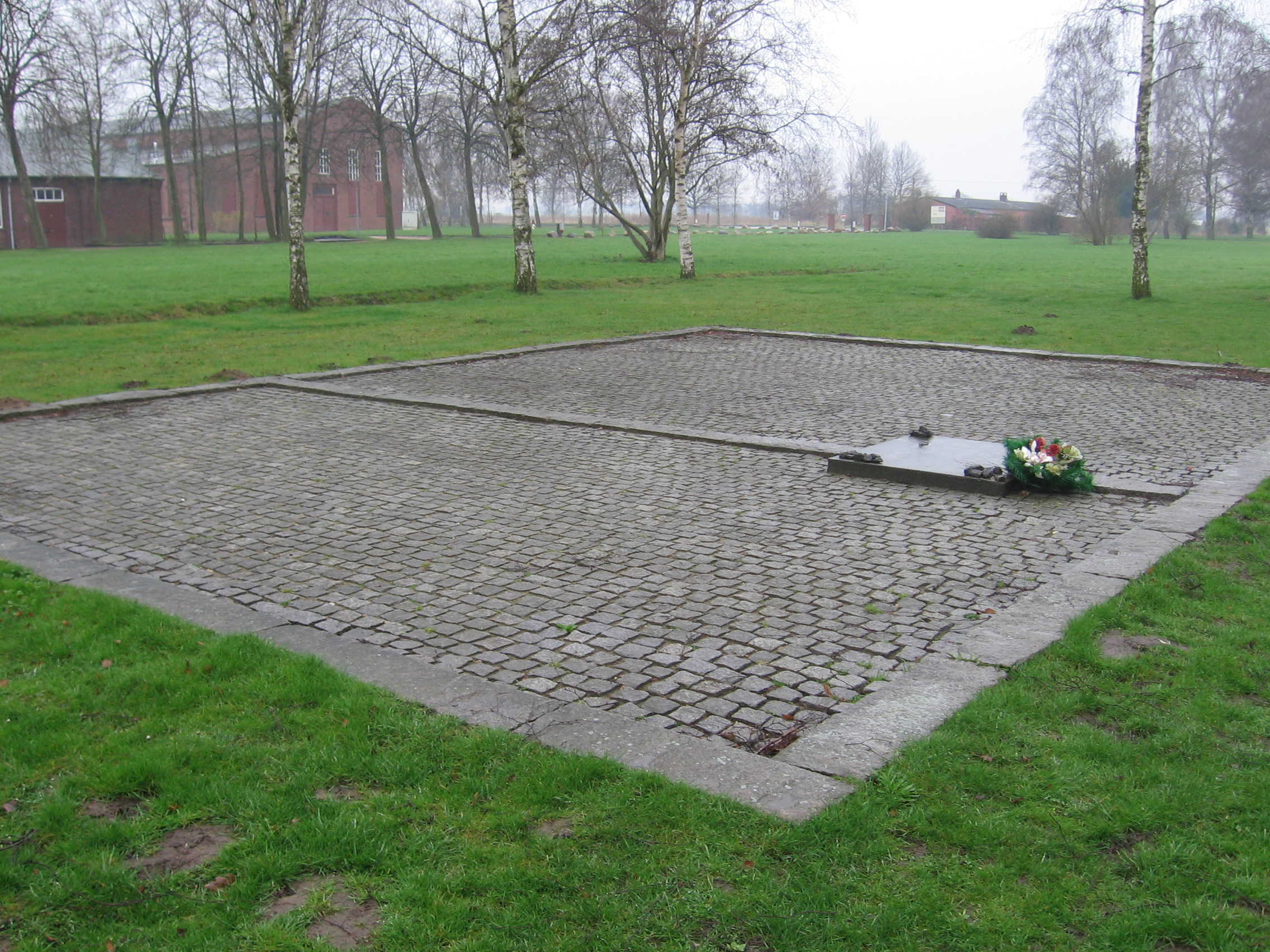
Monument commemoratiu al lloc del crematori del camp de concentració
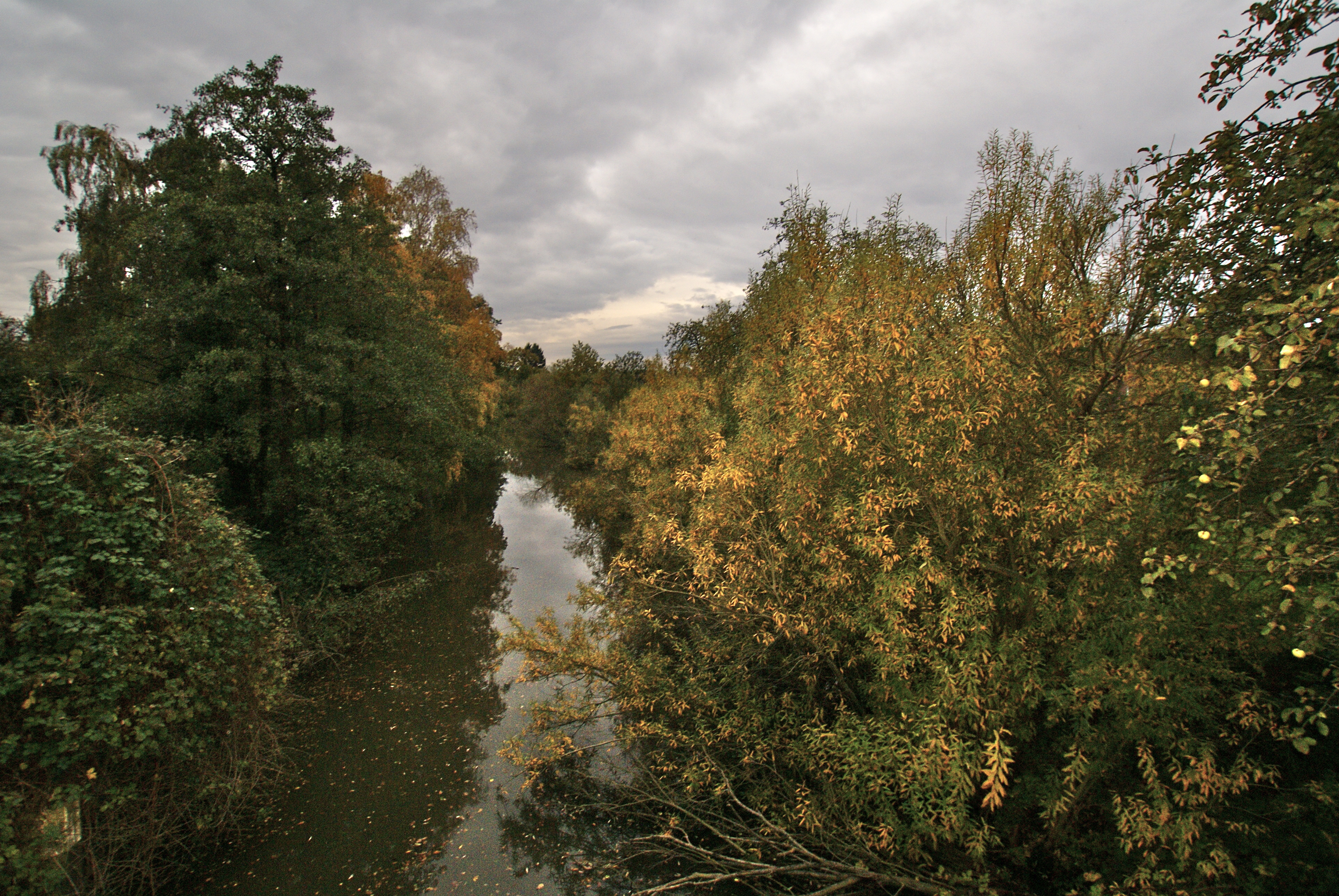
El Neuengammer Stichkanal
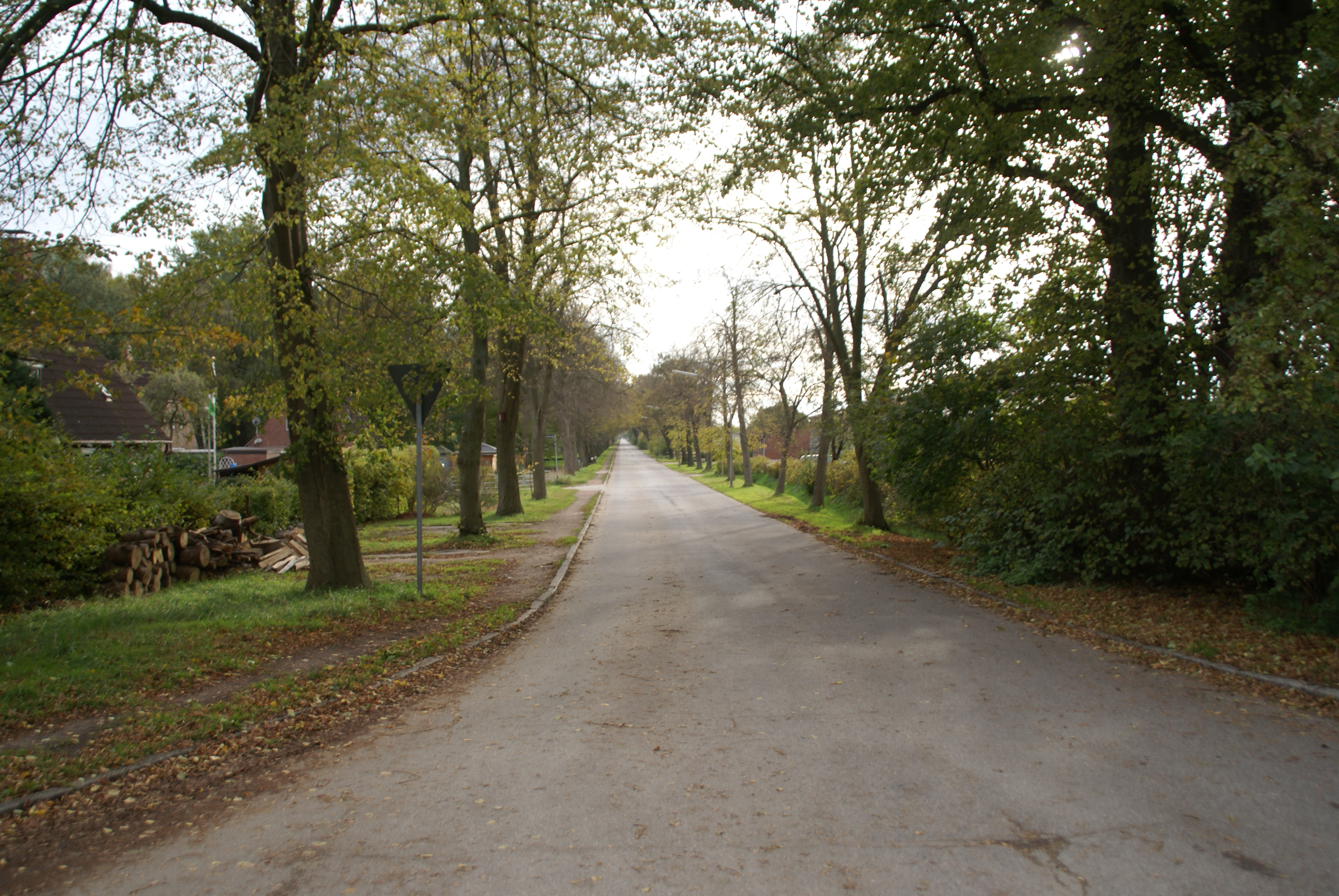
El carrer Jean-Dolidier-Weg
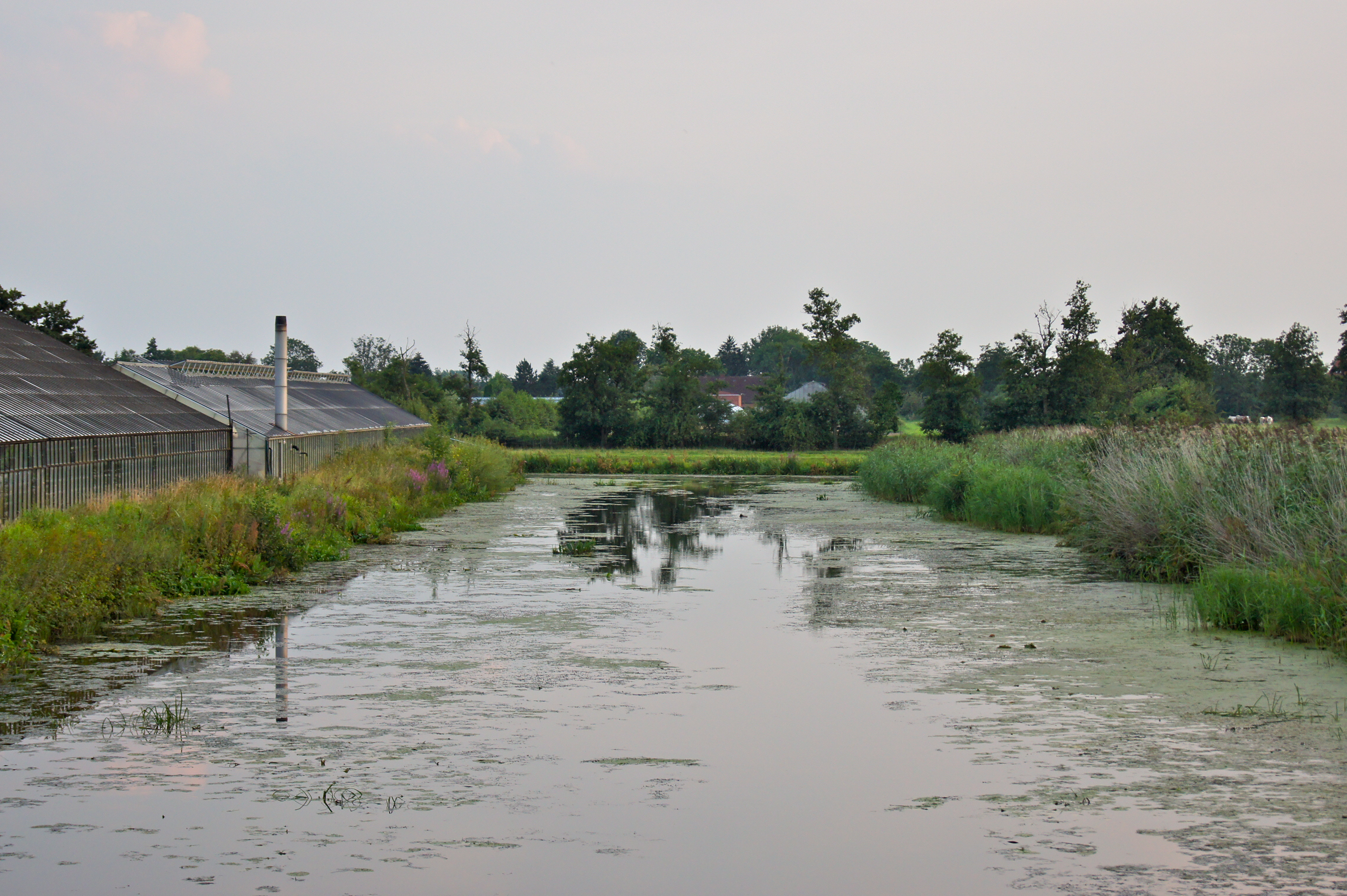
El canal Neuengammer Durchstich